# 노구항 (미조면)
노구항(蘆九港)은 경상남도 남해군 미조면 송정리, 노구마을 인근에 있는 어항이다. 2002년 8월 6일 어촌정주어항으로 지정하여 관리하고 있다. 시설관리자는 남해군수이다.

## 어항 연혁
- 마을 주변에 험한 등성이와 골짜기가 많아 아홉등, 아홉골로 산세가 험하였으며, 갈대가 많은 포구란 의미에서 노구리(蘆九里)로 유래되었다.

## 어항 시설
- 방파제 L=65, B=10.0m, 선착장 L=78m, B=5m, 호안 L=150, B=6m

## 주요 어종
- 노래미, 도다리, 볼락, 문어, 장어, 숭어 등